# Werner Heck
Werner Heck (* 21. April 1955 in Haßloch) ist ein ehemaliger deutscher Fußballspieler. Heck spielte 184 Mal für den 1. FC Saarbrücken, den 1. FC Nürnberg und SV Waldhof Mannheim in der Bundesliga.

## Karriere als Spieler

### SV Chio Waldhof 07
Heck spielte von 1975 bis 1977 für den SV Waldhof Mannheim, der sich damals gerade in SV Chio Waldhof 07 umbenannt hatte, in der 2. Bundesliga Süd. Sein erstes Zweitligaspiel bestritt er am 9. August 1975 bei einer 0:2-Niederlage gegen den 1. FSV Mainz 05. Am 35. Spieltag der Saison 1975/76 erzielte er seinen ersten Treffer zum 2:0 gegen den SSV Jahn Regensburg. Schon in der nächsten Saison war er deutlich erfolgreicher. Er kam in allen 38 Spielen zum Einsatz und erzielte dabei 23 Treffer. Damit belegte er hinter Lothar Emmerich vom FV Würzburg 04 (24 Tore) den zweiten Platz in der Torjägerliste. Unter anderem gelangen ihm im Spiel gegen den FK Pirmasens innerhalb von nur 16 Minuten vier Tore hintereinander, dazu kamen drei Doppelpacks in anderen Spielen.

### 1. FC Saarbrücken
Die erfolgreiche Saison weckte Interesse von oben, so dass er 1977 schließlich zum 1. FC Saarbrücken in die Bundesliga wechselte. Sein erstes Spiel im deutschen Oberhaus absolvierte er am 6. August 1977 gegen Eintracht Frankfurt, das jedoch klar mit 0:4 verloren wurde. Auch der Rest der Saison lief alles andere als gut für Heck und sein Team. Er traf lediglich vier Mal, einmal davon jedoch ins eigene Netz. Die Saarbrücker stiegen ab in die 2. Bundesliga Süd. Dort blühte Heck jedoch wieder auf. In den folgenden zwei Jahren traf er insgesamt 32 Mal für die Saarländer.

### 1. FC Nürnberg
1980 wagte Heck mit dem Wechsel zum 1. FC Nürnberg einen neuen Versuch in der Bundesliga. Nach einem durchwachsenen ersten Jahr, war die Saison 1981/82 deutlich erfolgreicher. Dies war auch dem neuen Trainer Udo Klug zu verdanken, der ihm Rückhalt gab. Gemeinsam mit Werner Dreßel bildete Heck die sogenannten Werner Brothers im Sturm des Clubs.
So schreibt das Kicker-Sportmagazin im Mai 1982: „Zur reinen Freude haben sich die Spitzen Heck und Dreßel herausgemacht. Ihre wundersame Verwandlung von Versagern zu Leistungsträgern symbolisiert geradezu die Ära Klug. Als Klug kam, hatte Heck in fünf Spielen erst ein Tor zustandegebracht. Klug prophezeite Heck, er werde es in dieser Saison noch auf 15 Tore bringen. Daran fehlt jetzt nur noch eins! Zu Saisonbeginn abgeschrieben, steigerte sich Werner Heck zur echten Bundesliga-Klasse“. Heck erzielte in dieser Saison 14 Treffer und zog mit den Nürnbergern ins Finale des DFB-Pokals ein, das jedoch trotz 2:0-Führung zur Halbzeit mit 2:4 verloren ging.
Er spielte weitere zwei Jahre in Nürnberg, wurde jedoch nicht richtig glücklich. So beklagte er sich im September 1982 im Kicker über die Fans („Die pfeifen doch bei mir ständig. Die sehen alles, was ich mache, negativ“.) und die Journalisten („Bei denen bin ich auch immer der Buhmann“.). Kurios war der 7. Spieltag der Saison 1982/83. Im Spiel gegen Borussia Dortmund erzielte er zunächst ein Eigentor zum 0:1-Rückstand, danach jedoch zwei weitere Treffer ins richtige Tor, so dass das Spiel noch mit 3:2 gewonnen werden konnte.

### SV Waldhof Mannheim
Nach dem Abstieg in der Saison 1983/84 wechselte Heck zurück zum inzwischen umbenannten und in der Bundesliga spielenden SV Waldhof Mannheim. Gleich in der ersten Saison konnte ein beachtlicher 6. Platz in der Liga erreicht werden. Heck blieb noch bis 1988 in Mannheim, die Einsätze wurde jedoch immer weniger. In den letzten beiden Jahren bestritt er insgesamt lediglich neun Partien.

### SV Edenkoben
In der Saison 1988/89 trat Heck für den SV Edenkoben an. Überraschend wurde Edenkoben Meister der Oberliga Südwest und nahm nach der Saison an den Aufstiegsspielen für die 2. Bundesliga teil, wo die Pfälzer jedoch nicht über den vierten und damit letzten Platz hinauskamen und den Aufstieg verpassten.

### SV Viktoria Herxheim
Beim SV Viktoria Herxheim übernahm er das Amt des Spielertrainers. Unter seiner Ägide wurde die Mannschaft Meister in der Verbandsliga Südwest und gewann den SWFV-Verbandspokal (jeweils 1991), womit man sich für den DFB-Pokal in der Folgesaison qualifizierte.

### Statistik
Heck kann auf eine beachtliche Zahl von 184 Bundesligaspielen (45 Tore) und 135 Zweitligaspielen (56 Tore) zurückblicken. Dazu kommen acht Einsätze im DFB-Pokal, bei denen er einen Treffer erzielen konnte.

## Karriere als Trainer
Nach seiner aktiven Karriere trainierte er verschiedene unterklassige Vereine, zuletzt den Verbandsligisten 1. FC Haßloch. Seit 2009 ist er beim Landesligisten ASV Landau tätig. Nach zwei Abstiegen spielt der ASV Landau mit Heck als Trainer inzwischen in der Bezirksklasse Süd im Bezirk Vorderpfalz (2011).